# Vincent Bugliosi
Vincent Bugliosi (Hibbing, 18 de agosto de 1934 - Los Angeles, Califórnia, 6 de junho de 2015), foi um advogado e escritor estadunidense, mais conhecido por ter sido o promotor do Caso Tate-LaBianca contra Charles Manson e seus seguidores da Família Manson, que assassinaram  sete pessoas, entre elas a atriz Sharon Tate, em agosto de 1969, na Califórnia, Estados Unidos.
De ascendência italiana, Bugliosi graduou-se pela Universidade de Miami, que ele cursou graças a uma bolsa de estudos como tenista e em 1964 recebeu seu grau de advogado pela UCLA, na Califórnia.

## Advogado
Como advogado e promotor público distrital do Condado de Los Angeles, Bugliosi acusou e conseguiu a condenação à pena de morte - depois comutada pra prisão perpétua - de todos os integrantes da Família Manson envolvidos nos assassinatos do Caso Tate-LaBianca, em julgamento ocorrido entre 1970-71. Perdeu apenas um caso de delitos criminais entre os 106 que atuou, conseguindo a condenação dos réus em todos os 21 que envolviam crimes de morte em que trabalhou na acusação.

## Escritor
Anos depois dos crimes de Charles Manson, Bugliosi escreveu o livro Helter Skelter, contando os detalhes dos crimes e dos julgamentos, que se transformaram num best-seller nos Estados Unidos, com mais de sete milhões de cópias vendidas  e que virou uma aclamada minisérie de televisão.
Com os anos, ele tornou-se um grande crítico da mídia, do governo, de juízes e de advogados nos EUA. Ele escreveu um livro também best-seller sobre o julgamento de O.J. Simpson, Outraged (Indignado}, em que critica firmemente promotores, advogados e juízes pela absolvição de Simpson, em quem via um claro culpado. Ele usou esses perfis para ilustrar problemas mais vastos na justiça criminal americana e nos meios de comunicação, bem como na designação política de juízes.
Em 2008, ele escreveu o seu livro mais polêmico, The Prosecution of George W. Bush for Murder (A Acusação de George W. Bush por Assassinato) em que defende, por fatos apresentados, que o ex-presidente dos Estados Unidos George W. Bush deva ser processado e condenado pela morte de 4.000 soldados americanos e de cerca de 100.000 iraquianos na Guerra do Iraque. Bugliosi acredita que Bush levou adiante a guerra sob falsas premissas, enganando o povo americano. No livro, ele estabelece as provas e enumera as perguntas que faria a Bush num pretenso julgamento por genocídio. Ele testemunhou em uma reunião na Casa do Comitê Judiciário em 25 de julho de 2008, em que pediu a abertura de um processo de impeachment de Bush.
Bugliosi nunca teve, nem nunca usou um computador, e para escrever um de seus livros, fazia toda a pesquisa necessária, em arquivos microfilmados de livrarias. Ele escrevia todos os livros à mão, e sua assistente, Rosemarie Newton, se incumbia de processar os textos em computador.